# 溝手保太郎
溝手 保太郎（みぞて やすたろう、1877年（明治10年）3月30日 - 1933年（昭和8年）11月25日）は、明治から昭和時代初期の政治家、実業家、銀行家、大地主。貴族院多額納税者議員。

## 経歴
溝手直次郎の長男として岡山県都宇郡早島村（現都窪郡早島町）に生まれる。一時直次郎の兄の養嗣子となるが、のち復籍し、9歳にして家督を相続する。1896年（明治29年）1月、早島、倉敷の地主、佐藤、綱島、大橋らと共に中備銀行を創立し頭取に就任した。早島随一の大地主として120町歩の小作地を経営し、その収入を株式や公債に当て利殖を図る。1910年（明治43年）韓国併合を契機に韓国にも180町歩の土地を購入、農場経営に着手した。ほか、倉敷紡績、早島紡績各取締役、岡山合同貯蓄銀行頭取、倉敷電灯、備作電気各取締役などを歴任した。
1911年（明治44年）から貴族院多額納税者議員互選人名簿に列し、1923年（大正12年）岡山県多額納税者として補欠選挙で貴族院議員に互選され、同年12月6日から1925年（大正14年）9月28日まで在任した。在任中は研究会に所属した。